# 아사노 이니오
아사노 이니오(일본어: 浅野いにお, 1980년 9월 22일 ~ )는 일본의 만화가다. 만화 "소라닌", "잘 자, 푼푼", "데드데드 데몬즈 디디디디 디스트럭션" 등의 작품으로 잘 알려져 있다.